# Sewellia lineolata
Sewellia lineolata és una espècie de peix de la família dels balitòrids i de l'ordre dels cipriniformes.

## Morfologia
Els mascles poden assolir els 5,7 cm de longitud total.

## Distribució geogràfica
Es troba a la Xina, el Vietnam i Cambodja, incloent-hi el riu Mekong.